# Tales from Shakespeare
Tales from Shakespeare (Contes d'après Shakespeare), sous-titré designed for the use of young persons (destiné aux jeunes gens) est un livre pour enfants en anglais, paru en deux volumes en 1807, avec une sélection de contes tirés et adaptés de l'œuvre de Shakespeare par Charles Lamb et sa sœur Mary Lamb.

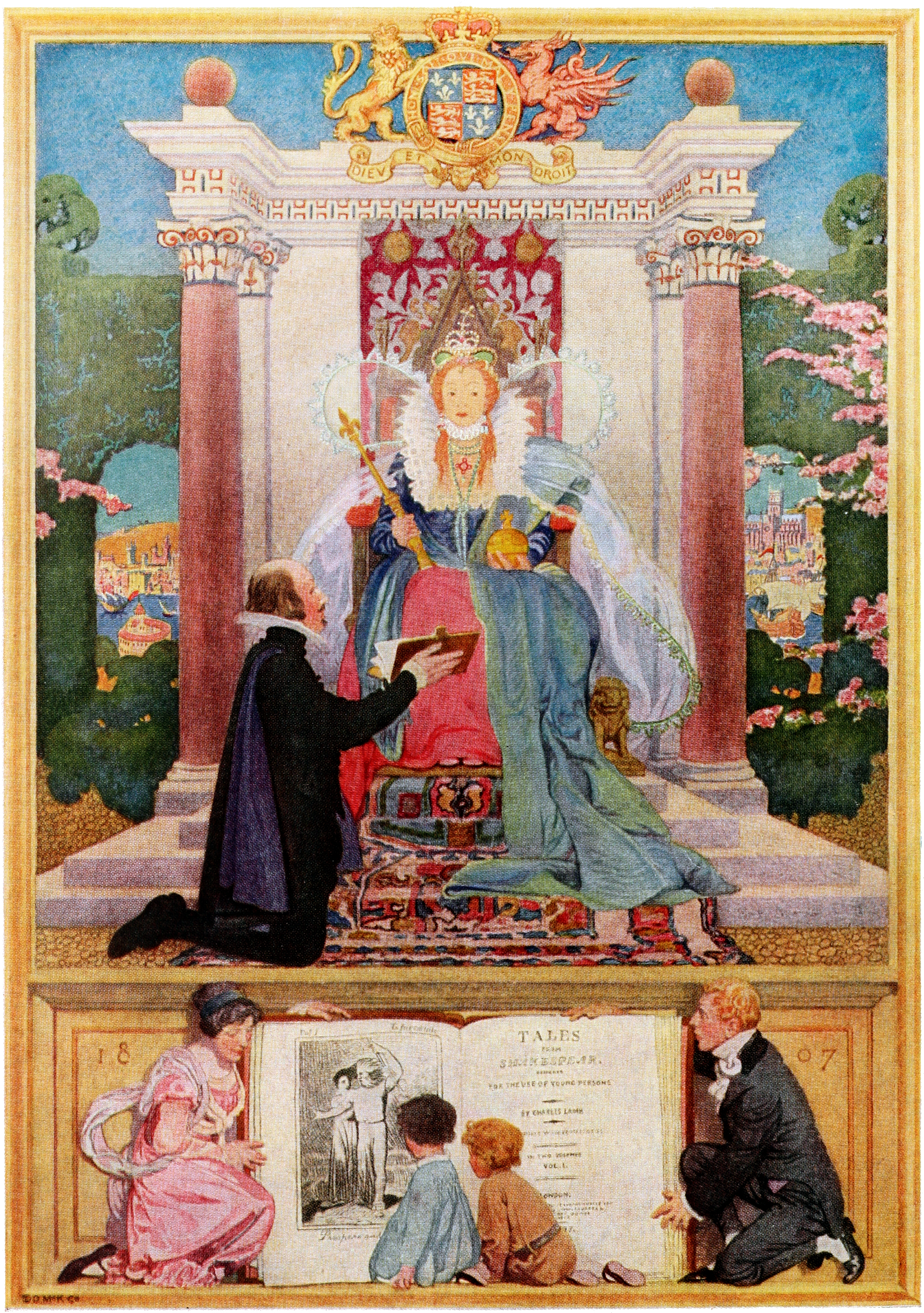
Illustration du frontispice d'une édition américaine de 1922

La première édition comprend 20 hors-textes dessiné par William Mulready et gravés par William Blake, imprimé à Londres par Thomas Hodgkins, pour The Juvenile Library. En 1809, c'est William Godwin qui le réimprime à ses frais.
Le livre a été illustré par Arthur Rackham en 1899 et 1909, puis en 1934 par D. C. Eyles (en).
Tales from Shakespeare ramène la trame dramaturgique et les scénarios compliqués des tragédies et comédies de Shakespeare à un niveau simple que les enfants peuvent lire et comprendre. Bien que dans cette adaptation on retrouve des fragments et des phrases directement issues de l'œuvre de Shakespeare, les deux écrivains ont délibérément évité des mots inconnus ou moins courants en anglais moderne.
Mary Lamb a pris les comédies et la préface à son compte, tandis que Charles a écrit les tragédies. Outre ses essais, ce livre est devenu le travail le plus célèbre de Charles. Toutefois, le succès de ce livre est dû principalement à Mary, bien que son nom ne soit même pas mentionné dans les deux premières éditions.
Les 21 histoires sont les suivantes :
1. The Tempest (Mary Lamb)
2. A Midsummer Night's Dream (Mary Lamb)
3. The Winter's Tale (Mary Lamb)
4. Much Ado About Nothing (Mary Lamb)
5. As You Like It (Mary Lamb)
6. The Two Gentlemen of Verona (Mary Lamb)
7. The Merchant of Venice (Mary Lamb)
8. Cymbeline (Mary Lamb)
9. King Lear (Charles Lamb)
10. Macbeth (Charles Lamb)
11. All's Well That Ends Well (Mary Lamb)
12. The Taming of the Shrew (Mary Lamb)
13. The Comedy of Errors (Mary Lamb)
14. Measure for Measure (Mary Lamb)
15. Twelfth Night (Mary Lamb)
16. Timon of Athens (Charles Lamb)
17. Romeo and Juliet (Charles Lamb)
18. Hamlet, Prince of Denmark (Charles Lamb)
19. Othello (Charles Lamb)
20. Pericles, Prince of Tyre (Mary Lamb)
21. Julius Caesar (Charles Lamb)

Arthur Rackham, 1909
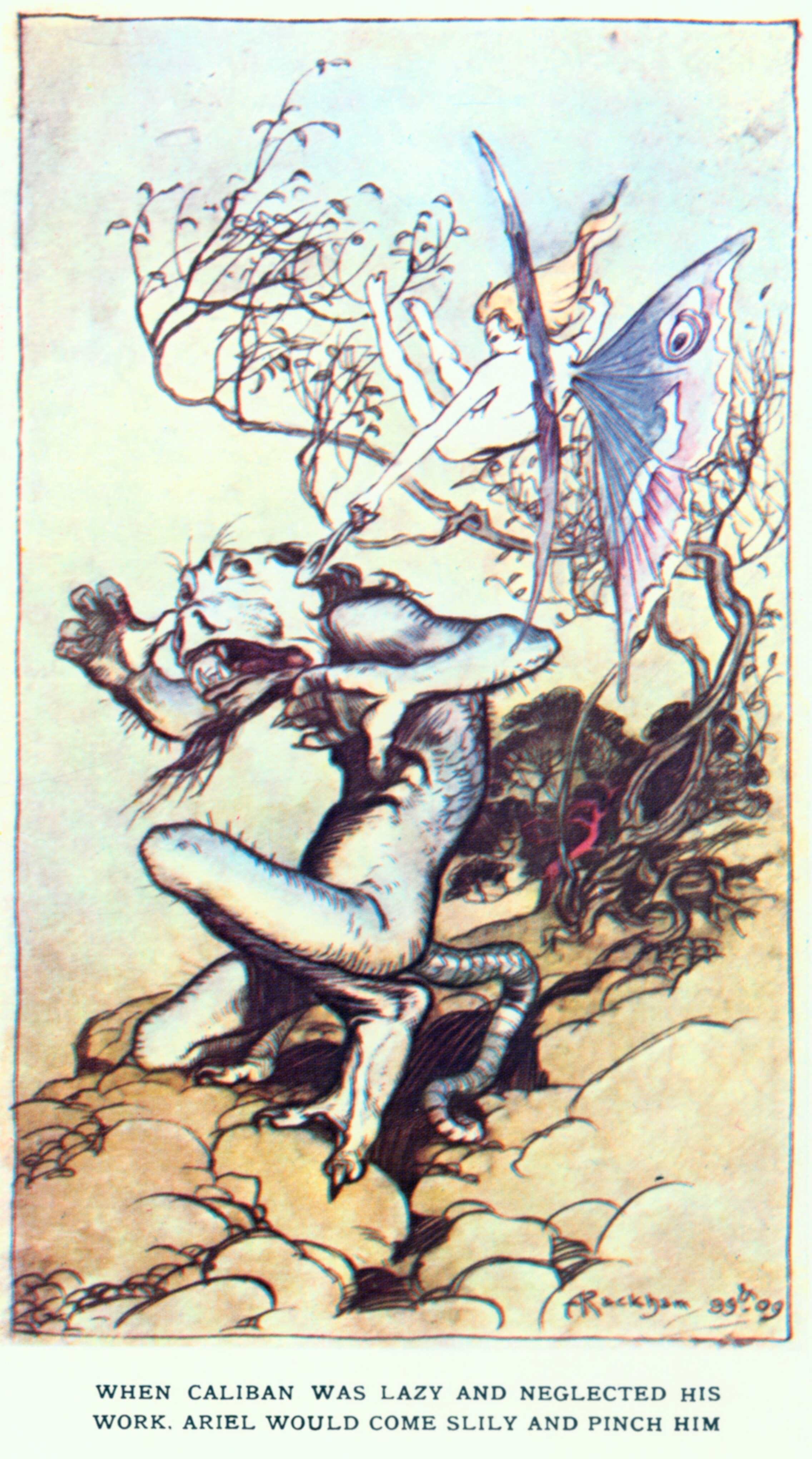
Caliban.
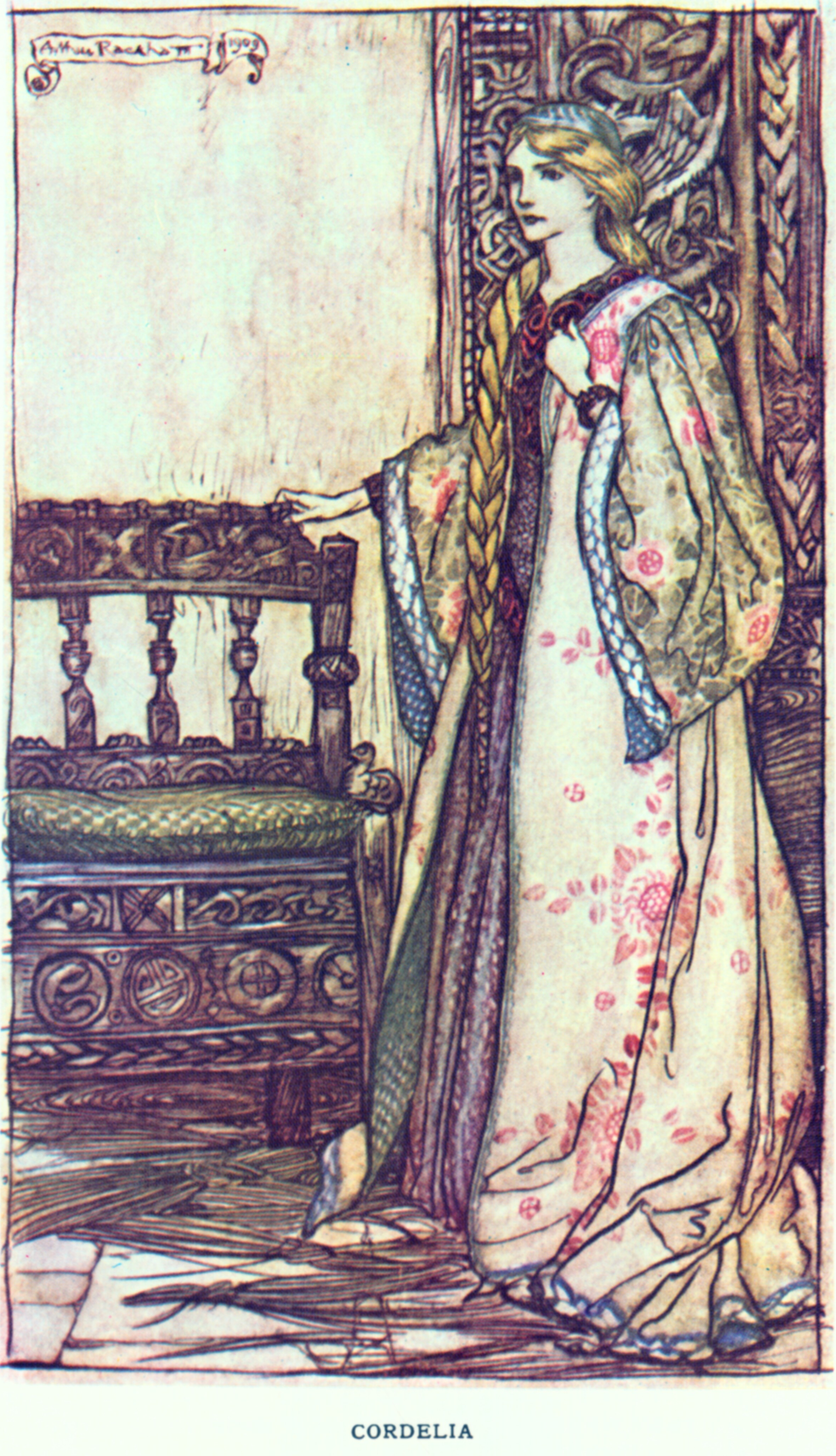
Cordelia.
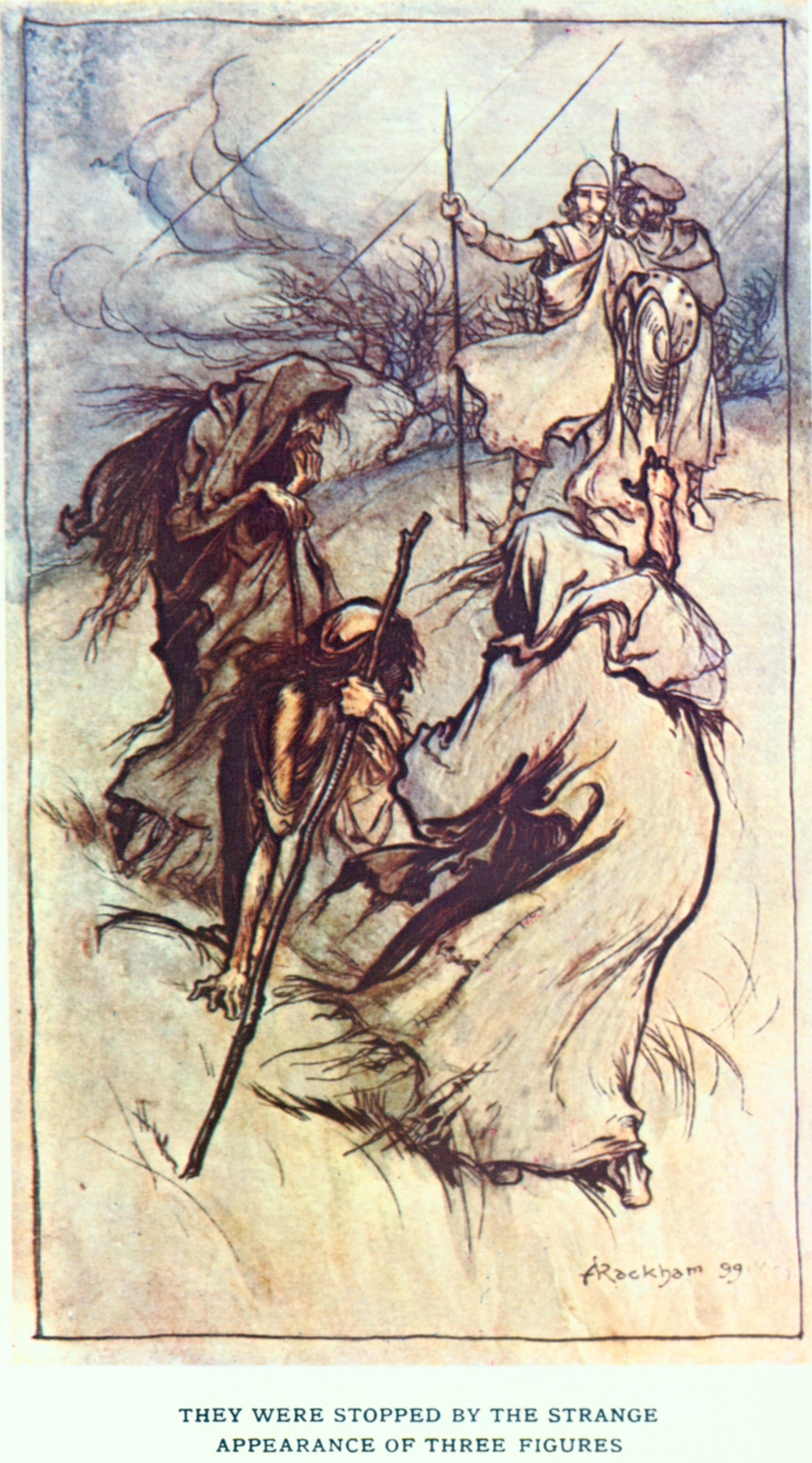
Macbeth.
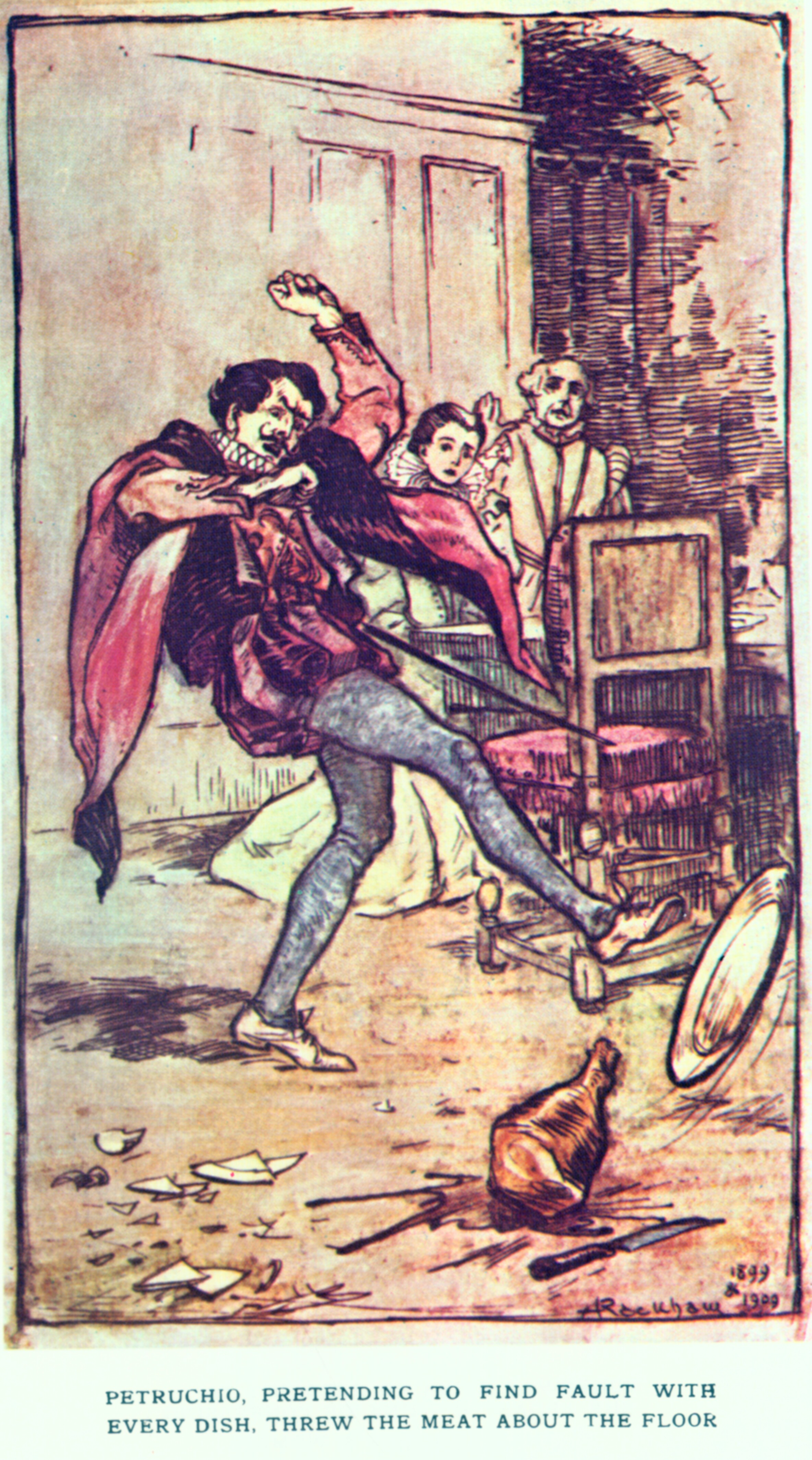
Petruchio.
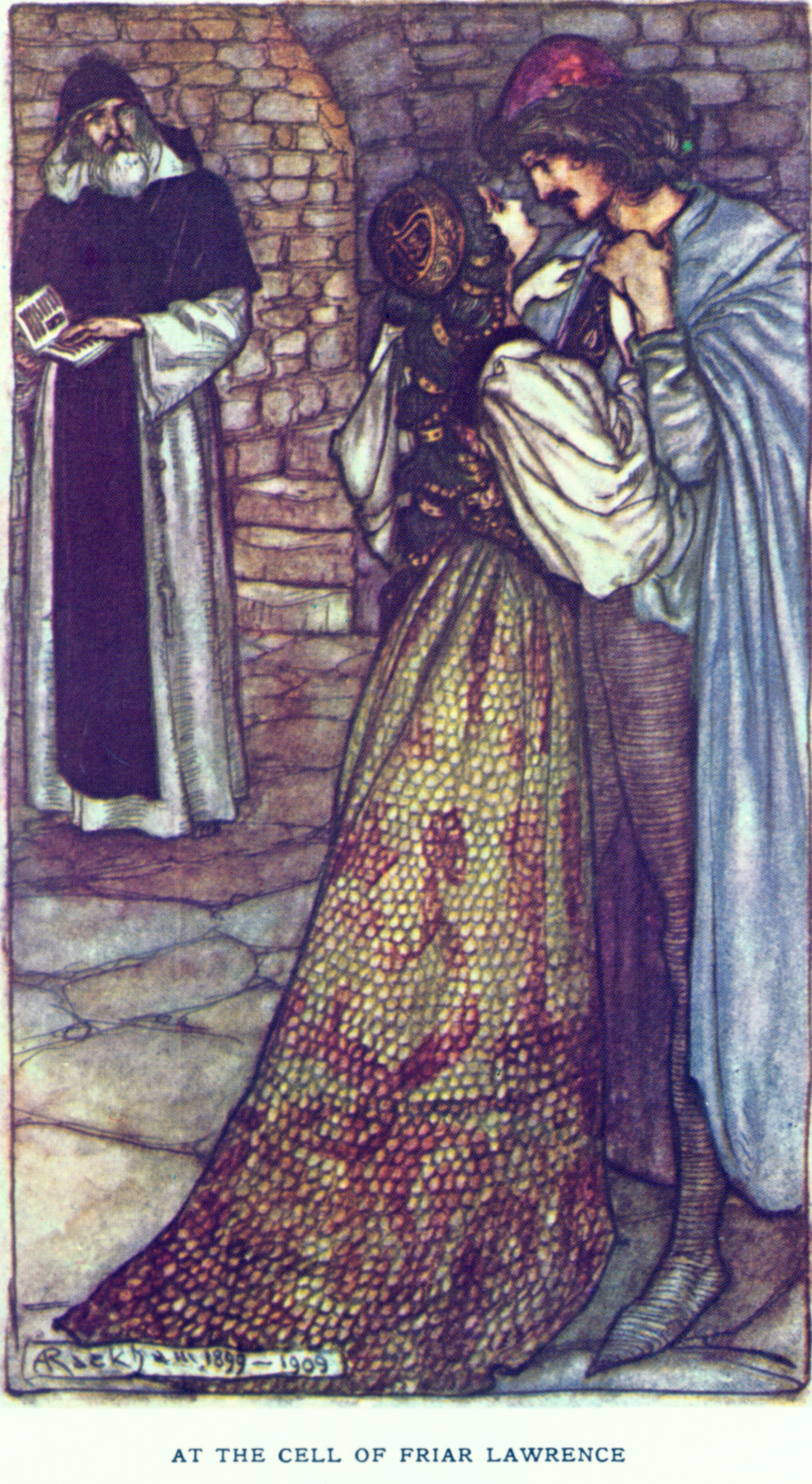
Romeo and Juliet.
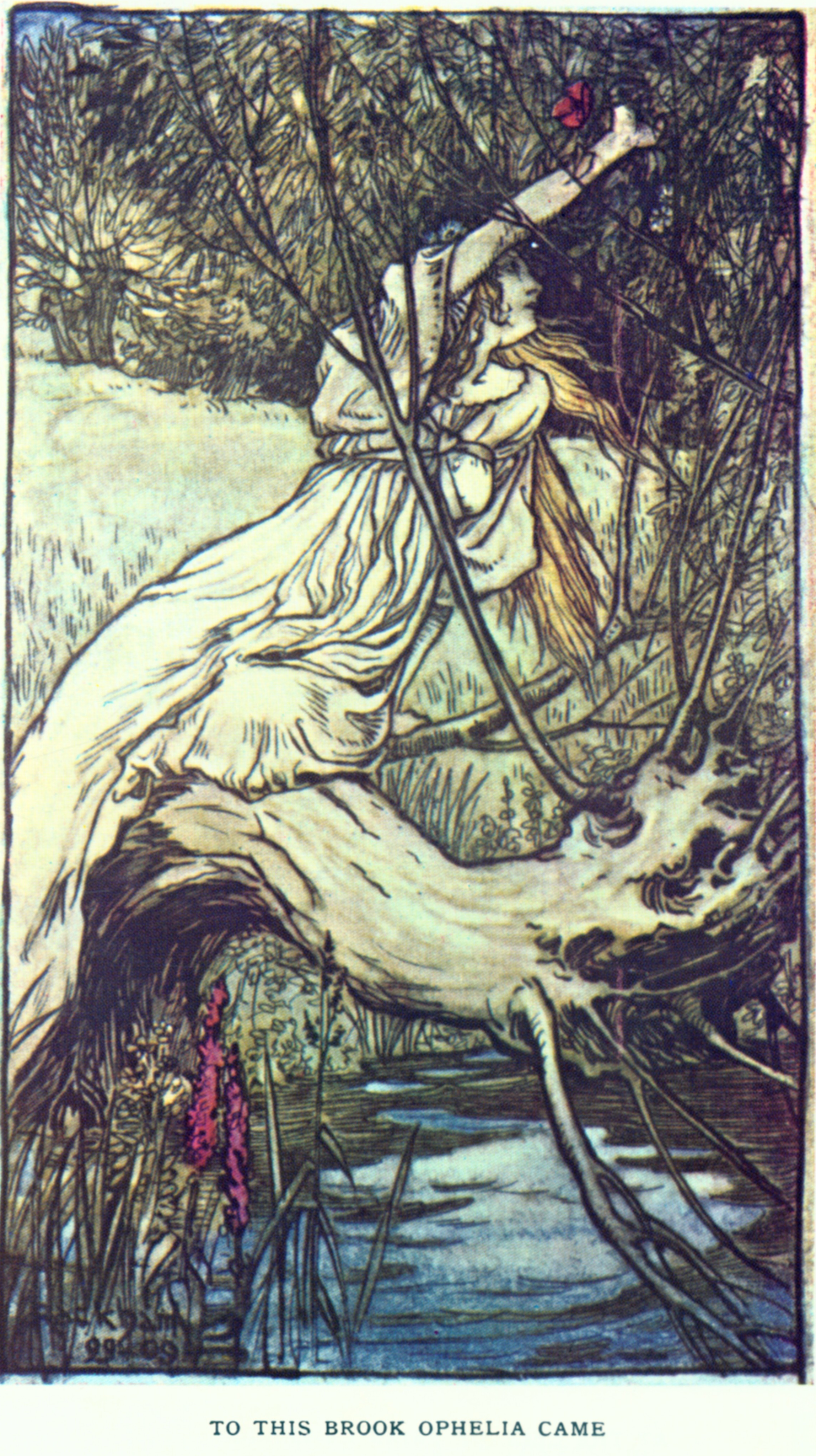
Ophelia.